# Hyposada
Hyposada é um gênero de traça pertencente à família Arctiidae.